# سبنسر ويشارت
سبنسر ويشارت (بالإنجليزية: Spencer Wishart) هو مهندس أمريكي، ولد في 3 ديسمبر 1889 في فيلادلفيا في الولايات المتحدة، وتوفي في 22 أغسطس 1914 في إلجين في الولايات المتحدة.

## روابط خارجية
- سبنسر ويشارت على موقع DriverDB.com (الإنجليزية)